# Alan Sugar, Baron Sugar

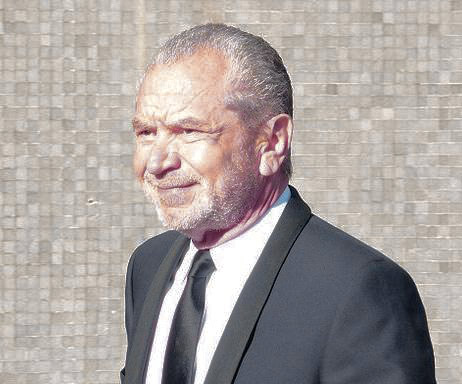
Alan Sugar in London (2009)

Alan Michael Sugar, Baron Sugar (* 24. März 1947 in Hackney, London) ist ein britischer Unternehmer mit einem geschätzten Vermögen von 1,4 Mrd. Pfund Sterling.
Sugar war von 1991 bis 2001 Vorsitzender und Teilhaber von Tottenham Hotspur und verkaufte seine verbleibenden Anteile an dem Club 2007 für £25 Millionen. Er ist in der BBC-Fernsehserie The Apprentice zu sehen, die seit 2005 ausgestrahlt wird.

## Leben und Karriere
Sugar ist das jüngste von vier Kindern einer jüdischen Familie. Er verließ die Schule mit 16 Jahren und begann auf eigene Faust, Autoantennen und andere elektrische Kleinartikel zu verkaufen. 1968 gründete Sugar das Elektronik- und Computerunternehmen Amstrad (der Name des Unternehmens ist ein Akronym aus seinen Initialen – Alan Michael Sugar Trading).
Am 20. Juli 2009 wurde er mit dem Titel Baron Sugar, of Clapton in the London Borough of Hackney, zum Life Peer erhoben. Er gehört seither dem House of Lords an, zunächst für die Labour Party. Nach der Parlamentswahl 2015 erklärte er, dass er seine Unterstützung für die Partei aufgeben werde, da sie ihm zu weit nach links gerückt sei. Diese Entscheidung hatte er nach eigenen Angaben bereits vor der Wahl getroffen, sie aus Rücksicht auf Wahlchancen der Partei zunächst nicht öffentlich gemacht. Sugar, der die Labour Party seit 1997 unterstützte, beabsichtigt nicht, seinen Sitz im House of Lords aufzugeben, sondern wird ihm als Fraktionsloser (Non-affiliated) weiterhin angehören.

## Amstrad

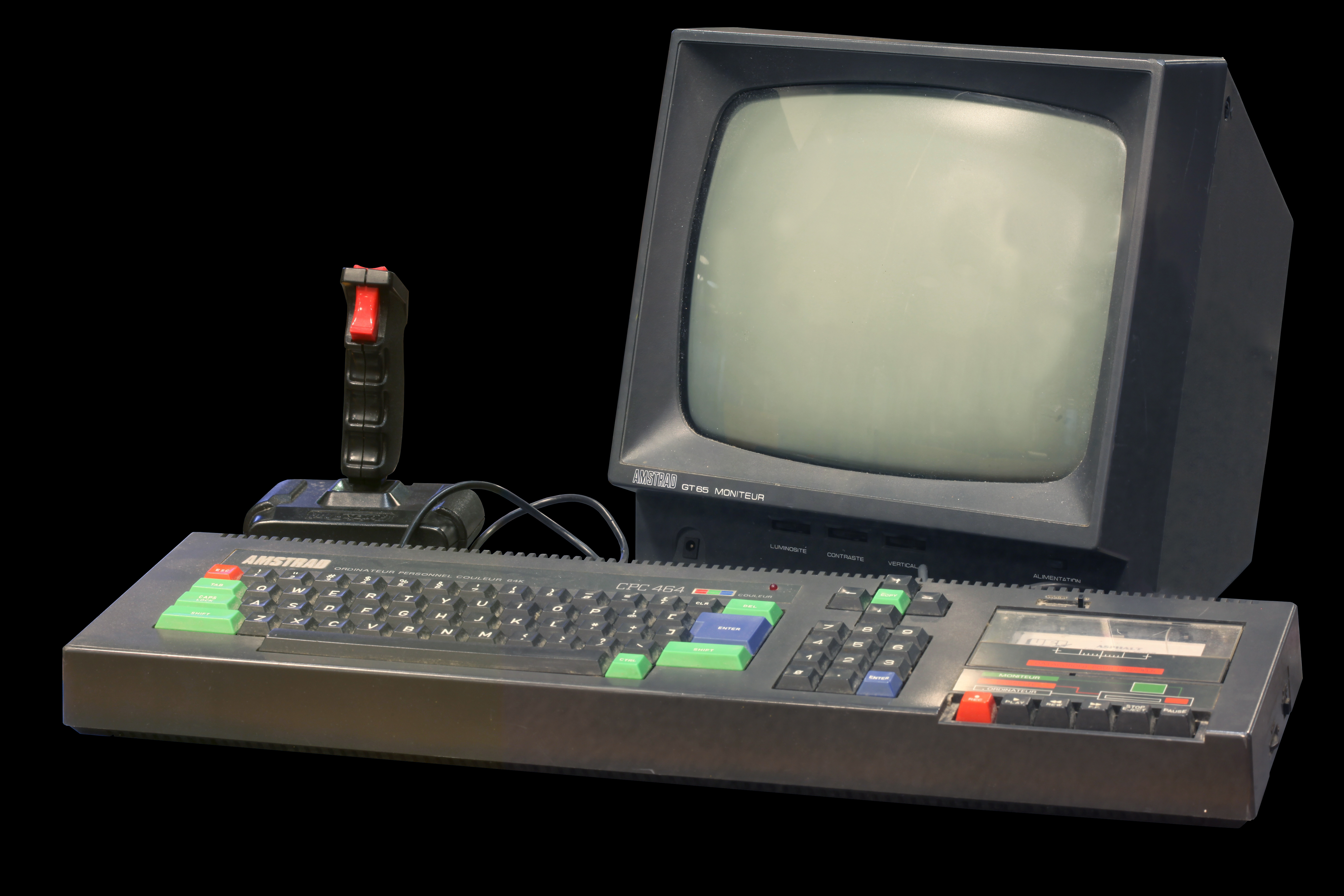
Amstrad CPC 464

Sugar gründete 1968 Amstrad. Das Unternehmen begann als allgemeiner Importeur/Exporteur und Großhändler, spezialisierte sich jedoch bald auf Unterhaltungselektronik. 1970 war das erste Fertigungsunternehmen im Gange. Er erzielte niedrigere Produktionspreise durch den Einsatz von Spritzgusskunststoffen für Hi-Fi-Plattenspieler-Abdeckungen, wodurch die Konkurrenz, die Vakuumformverfahren einsetzte, erheblich unterboten wurde. Die Produktionskapazität wurde bald um die Produktion von Audioverstärkern und -tunern erweitert.
1980 wurde Amstrad an der Londoner Börse notiert und in den 1980er Jahren verdoppelte Amstrad seinen Gewinn und seinen Marktwert jedes Jahr. Als Amstrad 1984 die Gelegenheit des Heimcomputerzeitalters erkannte, brachte es eine 8-Bit-Maschine auf den Markt, den Amstrad CPC 464. Obwohl die CPC-Reihe attraktive Maschinen mit CP/M-Fähigkeit und einem guten BASIC-Interpreter umfasste, stand sie in harter Konkurrenz mit dem grafisch komplexeren Commodore 64 und dem beliebten Sinclair ZX Spectrum, ganz zu schweigen vom hochentwickelten BBC Micro. Trotzdem wurden weltweit drei Millionen Einheiten mit einer langen Produktionsdauer von acht Jahren verkauft. Es inspirierte eine ostdeutsche Version – den KC compact.